# Lista sztucznych obiektów na Księżycu

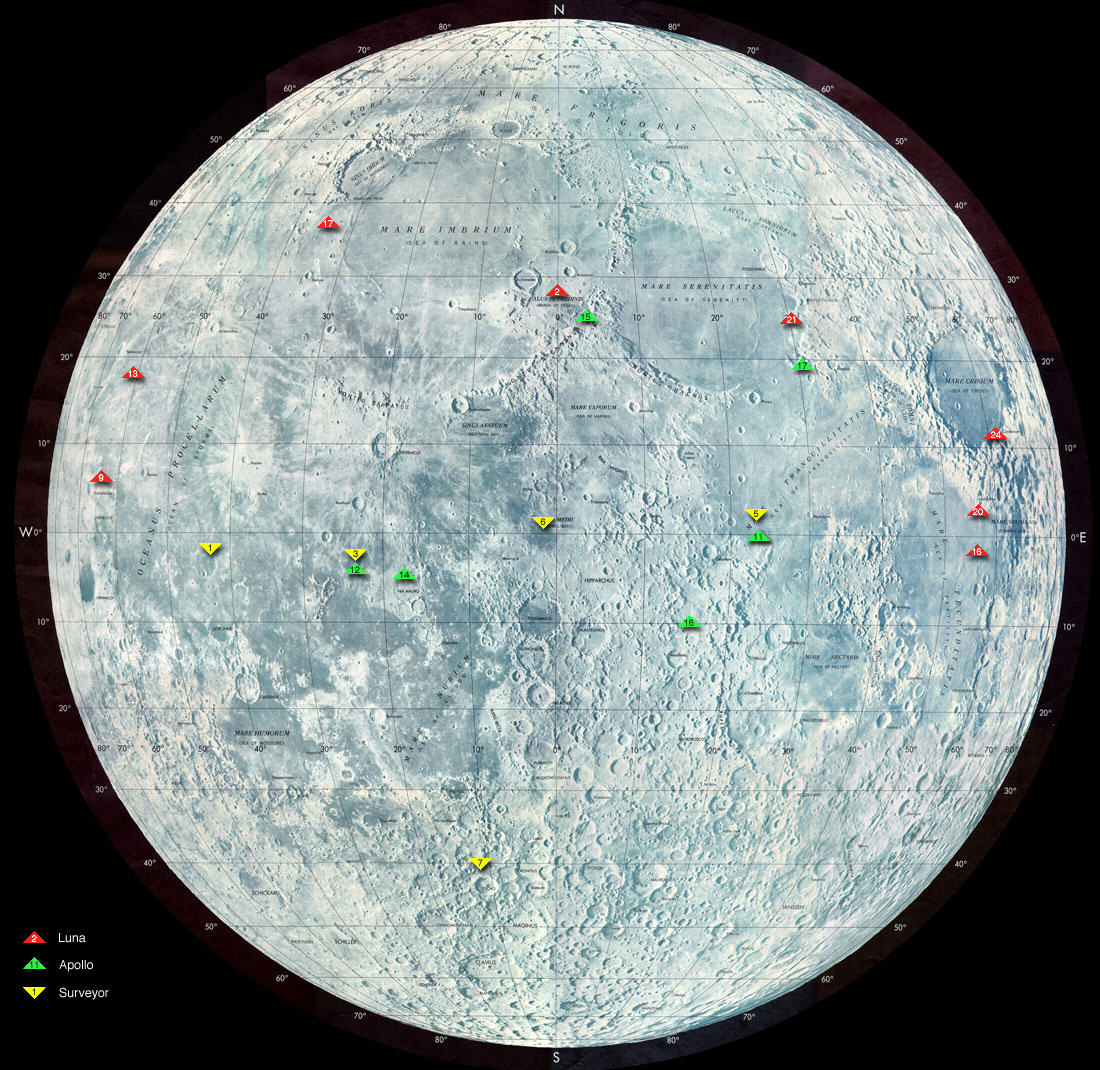
Mapa wskazująca niektóre miejsca lądowań

Poniższa tabela zawiera listę obiektów umieszczonych przez człowieka na powierzchni Księżyca. Lista ta nie zawiera małych obiektów, takich jak: retroreflektory, elementy zestawów naukowych umieszczone na Księżycu przez astronautów misji Apollo. Nie zawiera również kilku pamiątkowych lub osobistych przedmiotów pozostawionych przez astronautów, takich jak piłeczka golfowa Alana Sheparda, flagi czy statuetka poległego astronauty pozostawiona przez załogę Apollo 15.

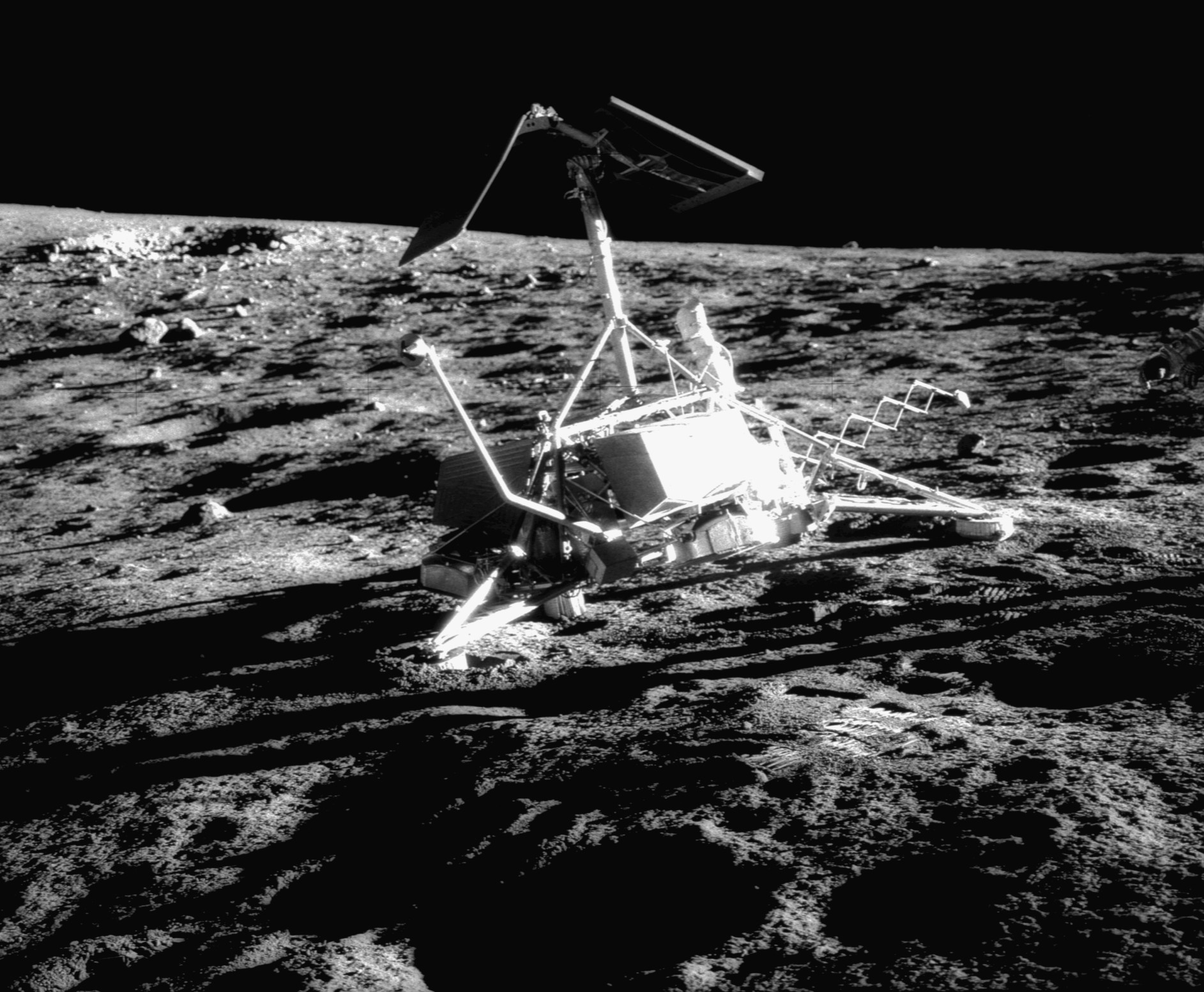
Surveyor 3 na Księżycu, sfotografowany przez Alana Beana podczas misji Apollo 12

Większość elementów statków kosmicznych z programu Apollo pozostawionych na Księżycu to raczej cięższe kawałki. Podczas gdy ludzkość przetransportowała i pozostawiła na Księżycu ponad 170 000 kg kosmicznego złomu, to w tym okresie misje Apollo i Łuna przywiozły na Ziemię tylko 382 kg skał księżycowych. Załoga Apollo 12 przywiozła na Ziemię niektóre elementy sondy kosmicznej Surveyor 3, która wylądowała na Księżycu dwa i pół roku wcześniej.

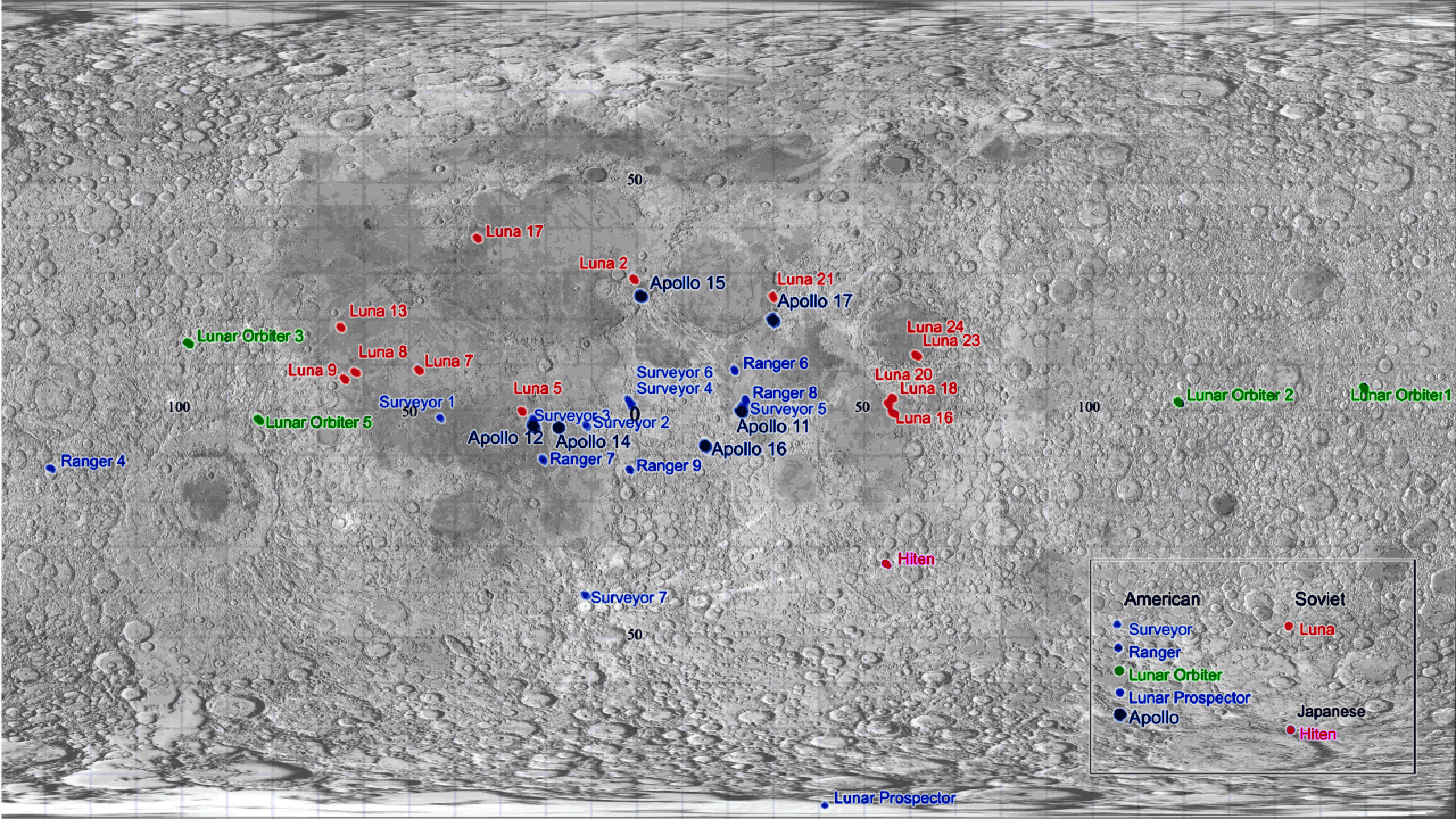
Mapka pokazująca lokalizację sztucznych obiektów na Księżycu

Jedyne obiekty będące dziełem człowieka i wykonujące ciągle swoje zadanie to reflektory odbijające księżycowego eksperymentu laserowego w ramach programu ALSEP, pozostawione tam przez ekipy Apollo 11, 14 i 15.
Na liście znajdują się obiekty będące dalej niż 90° na zachód albo wschód, to obiekty na drugiej stronie Księżyca niewidocznej z Ziemi. Do obiektów tych należy zaliczyć Ranger 4, Lunar Orbiter 1, Lunar Orbiter 2, Lunar Orbiter 3.
| Sztuczny obiekt                               | Zdjęcie                        | Narodowość                     | Rok                            | Masa (kg) | Stan                         | Umiejscowienie                                               | Zdjęcie z orbity                                              |
| --------------------------------------------- | ------------------------------ | ------------------------------ | ------------------------------ | --------- | ---------------------------- | ------------------------------------------------------------ | ------------------------------------------------------------- |
| Łuna 2                                        |                                | ZSRR                           | 1959                           | 390,2     | Rozbity zgodnie z planem     | 29° Płn 0°                                                   |                                                               |
| Ranger 4                                      |                                | USA                            | 1962                           | 331       | Rozbity zgodnie z planem     | 12,9° Płd. 129,1° Zach.                                      |                                                               |
| Ranger 6                                      |                                | USA                            | 1964                           | 381       | Rozbity zgodnie z planem     | 9,4° Płn. 21,5° Wsch.                                        |                                                               |
| Ranger 7                                      |                                | USA                            | 1964                           | 365,7     | Rozbity zgodnie z planem     | 10,6° Płd. 20,6° Zach.                                       |                                                               |
| Łuna 5                                        |                                | ZSRR                           | 1965                           | 1474      | Rozbity                      | 1,6° Płd. 25° Zach.                                          |                                                               |
| Łuna 7                                        |                                | ZSRR                           | 1965                           | 1504      | Rozbity                      | 9,8° Płn. 47,8° Zach.                                        |                                                               |
| Łuna 8                                        |                                | ZSRR                           | 1965                           | 1550      | Rozbity                      | 9,6° Płn. 62° Zach.                                          |                                                               |
| Ranger 8                                      |                                | USA                            | 1965                           | 367       | Rozbity zgodnie z planem     | 2,64° Płn. 24,77° Wsch.                                      |                                                               |
| Ranger 9                                      |                                | USA                            | 1965                           | 367       | Rozbity zgodnie z planem     | 12,79° Płd. 2,36° Zach.                                      |                                                               |
| Łuna 9                                        |                                | ZSRR                           | 1966                           | 1580      | Wylądował                    | 7,13° Płn. 64,37° Zach.                                      |                                                               |
| Łuna 10                                       |                                | ZSRR                           | 1966                           | 1600      | Rozbity zgodnie z planem     | ?                                                            |                                                               |
| Łuna 11                                       |                                | ZSRR                           | 1966                           | 1640      | Rozbity                      | ?                                                            |                                                               |
| Łuna 12                                       |                                | ZSRR                           | 1966                           | 1670      | Rozbity                      | ?                                                            |                                                               |
| Łuna 13                                       |                                | ZSRR                           | 1966                           | 1700      | Wylądował                    | 18,87° Płn. 63,05° Zach.                                     |                                                               |
| Surveyor 1                                    |                                | USA                            | 1966                           | 270       | Wylądował                    | 2,45° Płd. 43,22° Zach.                                      |                                                               |
| Lunar Orbiter 1                               |                                | USA                            | 1966                           | 386       | Rozbity zgodnie z planem     | 6,35° Płn. 160,72° Wsch.                                     |                                                               |
| Surveyor 2                                    |                                | USA                            | 1966                           | 292       | Rozbity                      | 4,0° Płd. 11,0° Zach.                                        |                                                               |
| Lunar Orbiter 2                               |                                | USA                            | 1966                           | 385       | Rozbity zgodnie z planem     | 2,9° Płn. 119,1° Wsch.                                       |                                                               |
| Lunar Orbiter 3                               |                                | USA                            | 1966                           | 386       | Rozbity zgodnie z planem     | 14,6° Płn. 97,7° Zach.                                       |                                                               |
| Surveyor 3                                    |                                | USA                            | 1967                           | 281       | Wylądował                    | 2,99° Płd. 23,34° Zach.                                      |                                                               |
| Lunar Orbiter 4                               |                                | USA                            | 1967                           | 386       | Rozbity zgodnie z planem     | ?                                                            |                                                               |
| Surveyor 4                                    |                                | USA                            | 1967                           | 283       | Rozbity                      | 0,45° Płn. 1,39° Zach.                                       |                                                               |
| Explorer 35                                   |                                | USA                            | 1967                           | 104,3     | Rozbity                      | ?                                                            |                                                               |
| Lunar Orbiter 5                               |                                | USA                            | 1967                           | 386       | Rozbity zgodnie z planem     | 2,8° Płd. 83,1° Zach.                                        |                                                               |
| Surveyor 5                                    |                                | USA                            | 1967                           | 281       | Wylądował                    | 1,42° Płn. 23,2° Wsch.                                       |                                                               |
| Surveyor 6                                    |                                | USA                            | 1967                           | 282       | Wylądował                    | 0,53° Płn. 1,4° Zach.                                        |                                                               |
| Surveyor 7                                    |                                | USA                            | 1967                           | 290       | Wylądował                    | 40,86° Płd. 11,47° Zach.                                     |                                                               |
| Łuna 14                                       |                                | ZSRR                           | 1968                           | 1670      | Rozbity                      | ?                                                            |                                                               |
| Apollo 10 Człon zniżania                      | Link do schematu członów LM    | USA                            | 1969                           | 2211      | Rozbity (zgodnie z planem)   | ?                                                            |                                                               |
| Apollo 10 Człon wznoszenia                    |                                | USA                            | 1969                           | 2211      | Rozbity zgodnie z planem     | ?                                                            |                                                               |
| Łuna 15                                       |                                | ZSRR                           | 1969                           | 2718      | Rozbity                      | ?                                                            |                                                               |
| Apollo 11 LM-5 (Eagle) człon zniżania         |                                | USA                            | 1969                           | 2034      | Wylądował                    | 0,67° Płn. 23,47° Wsch.                                      | - Image                                                       |
| Apollo 11 Człon wznoszenia                    |                                | USA                            | 1969                           | 2184      | Rozbity zgodnie z planem     | ?                                                            |                                                               |
| Apollo 12 LM-6 (Intrepid) człon zniżania      |                                | USA                            | 1969                           | 2211      | Wylądował                    | 2,99° Płd. 23,34° Zach.                                      | LROC page - Image                                             |
| Apollo 12 LM człon wznoszenia                 |                                | USA                            | 1969                           | 2164      | Rozbity zgodnie z planem     | 3,94° Płd. 21,2° Zach.                                       |                                                               |
| Apollo 13 S-IVB (S-IVB-508)                   |                                | USA                            | 1970                           | 13 454    | Rozbity zgodnie z planem     | 2,75° Płd. 27,86° Zach.                                      |                                                               |
| Łuna 16 Człon zniżania                        |                                | ZSRR                           | 1970                           | < 5727    | Wylądował                    | 0,68° Płd. 56,3° Wsch.                                       |                                                               |
| Łuna 17 i Łunochod 1                          |                                | ZSRR                           | 1970                           | 5600      | Wylądował                    | 38,28° Płn. 35,0° Zach.                                      |                                                               |
| Łuna 18                                       |                                | ZSRR                           | 1971                           | 5600      | Rozbity                      | 3,57° Płn. 56,5° Wsch.                                       |                                                               |
| Łuna 19                                       |                                | ZSRR                           | 1971                           | 5600      | Rozbity                      | ?                                                            |                                                               |
| Apollo 14 S-IVB (S-IVB-509)                   |                                | USA                            | 1971                           | 14 016    | Rozbity zgodnie z planem     | 8,09° Płd. 26,02° Zach.                                      | LROC page - Full image                                        |
| Apollo 14 LM-8 (Antares) Człon zniżania       |                                | USA                            | 1971                           | 2144      | Wylądował                    | 3,65° Płd. 17,47° Zach.                                      |                                                               |
| Apollo 14 LM-8 Człon wznoszenia               |                                | USA                            | 1971                           | 2132      | Rozbity zgodnie z planem     | 3,42° Płd. 29,67° Zach.                                      |                                                               |
| Apollo 15 S-IVB (S-IVB-510)                   |                                | USA                            | 1971                           | 14 036    | Rozbity zgodnie z planem     | 1,51° Płd. 17,48° Zach.                                      |                                                               |
| Apollo 15 LM-10 (Falcon) Człon zniżania       |                                | USA                            | 1971                           | 2809      | Wylądował                    | 26,13° Płn. 3,63° Wsch.                                      |                                                               |
| Apollo 15 Księżycowy łazik                    |                                | USA                            | 1971                           | 462       | Wylądował                    | 26,08° Płn. 3,66° Wsch.                                      |                                                               |
| Apollo 15 LM-10 Człon (Falcon) wznoszenia     |                                | USA                            | 1971                           | 2132      | Rozbity zgodnie z planem     | 26,36° Płn. 0,25° Wsch.                                      |                                                               |
| Łuna 20 Człon zniżania                        |                                | ZSRR                           | 1972                           | < 5727    | Wylądował                    | 3,53° Płn. 56,55° Wsch.                                      |                                                               |
| Apollo 16 Człon S-IVB (S-IVB-511)             |                                | USA                            | 1972                           | 14 002    | Rozbity zgodnie z planem     | 1,3° Płn. 23,9° Zach.                                        |                                                               |
| Apollo 16 LM-11 (Orion) Człon zniżania        |                                | USA                            | 1972                           | 2765      | Wylądował                    | 8,97° Płd. 15,50° Wsch.                                      |                                                               |
| Apollo 16 Księżycowy łazik                    |                                | USA                            | 1972                           | 462       | Wylądował                    | 8,97° Płd. 15,51° Wsch.                                      |                                                               |
| Apollo 16 LM-11 (Orion) człon wznoszenia      |                                | USA                            | 1972                           | 2138      | Rozbity zgodnie z planem     | ?                                                            |                                                               |
| Apollo 16 subsatelita                         |                                | USA                            | 1972                           | 36        | Rozbity zgodnie z planem     | ?                                                            |                                                               |
| Apollo 17 S-IVB                               |                                | USA                            | 1972                           | 13 960    | Rozbity zgodnie z planem     | 4,21° Płd. 22,31° Zach.                                      |                                                               |
| Apollo 17 LM-12 (Challenger) Człon zniżania   |                                | USA                            | 1972                           | 2798      | Wylądował                    | 20,19° Płn. 30,77° Wsch.                                     | LROC page - Image                                             |
| Apollo 17 Księżycowy łazik                    |                                | USA                            | 1972                           | 462       | Wylądował                    | 20,17° Płn. 30,77° Wsch.                                     |                                                               |
| Apollo 17 LM-12 (Challenger) Człon wznoszenia |                                | USA                            | 1972                           | 2150      | Rozbity zgodnie z planem     | 19,96° Płn. 30,50° Wsch.                                     |                                                               |
| Łuna 21 i Łunochod 2                          |                                | ZSRR                           | 1973                           | 4850      | Wylądował                    | 25,85° Płn. 30,45° Wsch.                                     |                                                               |
| Explorer 49                                   |                                | USA                            | 1973                           | 328       | Rozbity                      | ?                                                            |                                                               |
| Łuna 22                                       |                                | ZSRR                           | 1974                           | 4000      | Rozbity                      | ?                                                            |                                                               |
| Łuna 23                                       |                                | ZSRR                           | 1974                           | 5600      | Wylądował                    | ~12º Płn. ~62º Wsch.                                         |                                                               |
| Łuna 24 Człon zniżania                        |                                | ZSRR                           | 1976                           | < 5800    | Wylądował                    | 12,75° Płn. 62,2° Wsch.                                      |                                                               |
| Hiten – orbiter Hagoromo                      |                                | Japonia                        | 1990                           | 12        | Rozbity (nie potwierdzone)   | ?                                                            |                                                               |
| Hiten                                         |                                | Japonia                        | 1993                           | 143       | Rozbity zgodnie z planem     | 34,3° Płd. 55,6° Wsch.                                       |                                                               |
| Lunar Prospector                              |                                | USA                            | 1998                           | 126       | Rozbity zgodnie z planem     | 87,7° Płd. 42,1° Wsch.                                       |                                                               |
| SMART-1                                       |                                | 18 ESA nations                 | 2006                           | 307       | Rozbity zgodnie z planem     | 34,24° Płd. 46,12° Zach.                                     |                                                               |
| Chandrayaan-1                                 |                                | Indie                          | 2008                           | 35        | Rozbity zgodnie z planem     | 89,9° Płd. 0.0° Wsch.                                        |                                                               |
| SELENE Rstar (Okina)                          |                                | Japonia                        | 2009                           | 53        | Rozbity                      | 28,2° Płn. 201,0° Wsch.                                      |                                                               |
| Chang’e 1                                     |                                | Chińska Republika Ludowa       | 2009                           | 2000      | Rozbity zgodnie z planem     | 1,5° Płd. 52,36° Wsch.                                       |                                                               |
| SELENE (Kaguya) główny satelita               |                                | Japonia                        | 2009                           | 1984      | Rozbity zgodnie z planem     | 65,5° Płd. 80,4° Wsch.                                       |                                                               |
| LCROSS - Impaktor EDUS                        |                                | USA                            | 2009                           | 2270      | Rozbity zgodnie z planem     | 84,674° Płd. 311,302° Wsch. Krater Cabeus                    | Zdjęcie obłoku pyłu 20 sekund po uderzeniu impaktora w krater |
| LCROSS - Sonda S-S/C                          |                                | USA                            | 2009                           | 700       | Rozbita zgodnie z planem     | 84,731° Płd. 310,522° Wsch. Krater Cabeus                    |                                                               |
| GRAIL                                         |                                | USA                            | 2012                           | 132,6     | Rozbite na zakończenie misji | 75,62° Płn. 26,63° Zach. okolice kraterów Filolaus i Mouchez |                                                               |
| Chang’e 3 / Yutu                              |                                | Chiny                          | 2013                           | 1200      | Wylądował                    | 44,12° Płn. 19,51° Zach. Mare Imbrium                        |                                                               |
| LADEE                                         |                                | USA                            | 2014                           | 248,2     | Rozbita zgodnie z planem     | wschodnia krawędź krateru Sundman V                          |                                                               |
| Sumaryczna masa całkowita (kg)                | Sumaryczna masa całkowita (kg) | Sumaryczna masa całkowita (kg) | Sumaryczna masa całkowita (kg) | 189 344   |                              |                                                              |                                                               |